# Jean-Baptiste Domergue
Pour les articles homonymes, voir Domergue.
Jean-Baptiste Domergue, né le 23 mars 1754 à Aubagne et mort assassiné le 4 messidor an III (22 juin 1795) dans la même ville, est un homme politique et révolutionnaire français. Il est le frère cadet du grammairien François-Urbain Domergue.

## Biographie
Fils cadet de Louis-André Domergue (mort en 1789), apothicaire et deuxième consul d'Aubagne en 1739, et d'Anne Marguerite Élisabeth Blin, Jean-Baptiste Domergue fait comme son frère aîné des études à l'Institution Lautard d'Aubagne puis au collège des oratoriens de Marseille. En 1789, il participe à la rédaction des cahiers de doléance de la ville d'Aubagne et adhère au Club des républicains.
Le 14 mars 1790, il épouse Marie-Madeleine Chaulan, sœur de l'abbé Louis Chaulan, l'un des prêtres d'Aubagne. Le couple a une fille, Marie Domique Élizabeth Désirée, le 4 août 1791.
Principal dirigeant du mouvement révolutionnaire, il s'oppose au maire, François Carbonnel, lors des élections municipales du 13 novembre 1791, et l'emporte avec 208 voix, contre 180 à Carbonnel et 8 à Pierre Martinot, l'ancien curé, administrateur du district.
Le 11 décembre suivant, le district de Marseille annule les élections et replace Carbonnel à la tête de la mairie, mais celui-ci démissionne dès le lendemain. De nouvelles élections étant organisées le 7 février 1792, Jean-Baptiste Domergue est réélu avec 225 voix, face au royaliste Louis Mille, assesseur du juge paix Antoine Jourdan, qui obtient 207 voix.
Les royalistes s'étant réunis au château de l'Évêque au prétexte d'y fêter les « Olivettes » (une danse provençale), il fait disperser l'assemblée à la tête d'une troupe d'Aubagnais et de Marseillais.
Obligé de fuir devant l'insurrection fédéraliste du Midi, il revient à Aubagne en qualité d'officier municipal avec la victoire de Carteaux sur les fédéralistes marseillais en août 1793.
La paroisse Saint-Sauveur ayant été transformée en temple de la Raison en application du décret du 10 novembre 1793, il fait inscrire sur la façade : « Le peuple français reconnaît l'existence de l'Être suprême et l'immortalité de l'âme ».
Après la chute de Robespierre, le 9 thermidor an II (27 juillet 1794), il doit s'enfuir et se cache à Barjols (Var), avant de confier la garde de sa fille à son beau-frère Louis Chaulan.
À la suite d'une dénonciation, il est arrêté en pleine Terreur blanche et ramené à Aubagne, où le juge de paix le condamne sans jugement, d'un signe de tête. Conduit derrière une fabrique de poteries, à l'angle du chemin des Espillères, où une fosse a été creusée, il est tué à coups de fusil, et son corps est promené dans le quartier.